# Seneca Inggersen

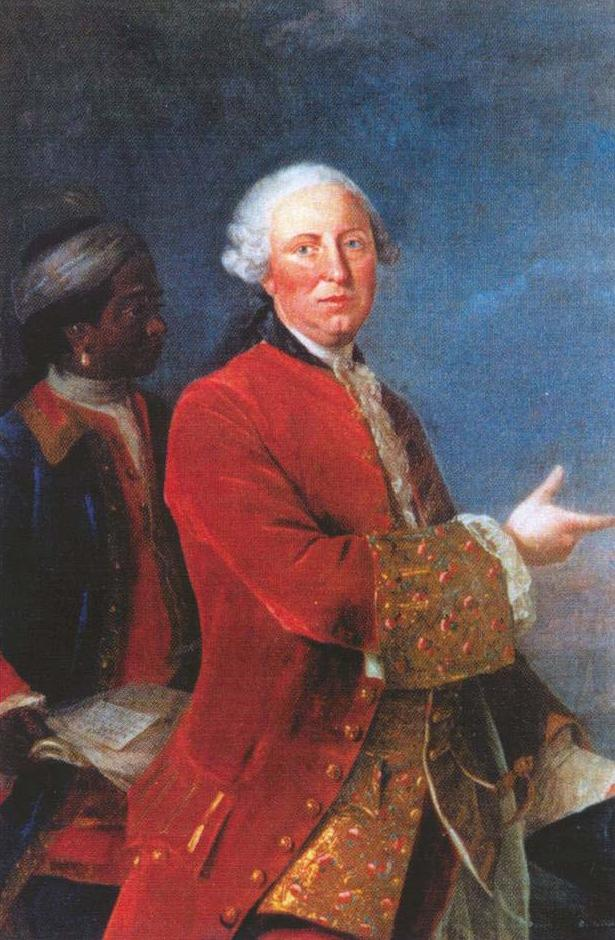
Seneca Reichsfreiherr von Gelting
Gemälde von P. Jeoffroy
im Herrenhaus Gelting

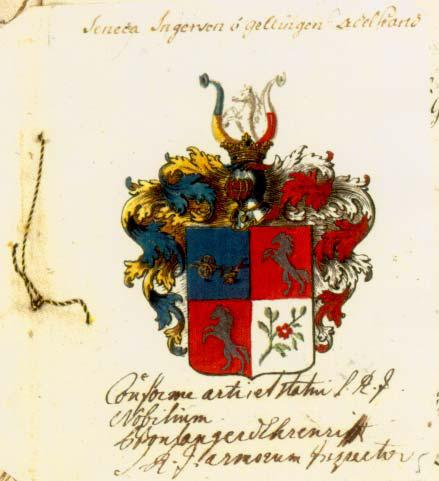
Wappen des Freiherrn von Gelting

Seneca Reichsfreiherr von Gelting, geboren als Süncke Ingwersen, später genannt Seneca Inggersen, Reichsfreiherr von Geltingen, (* 23. März 1715 in Langenhorn (Nordfriesland); † 28. Dezember 1786 auf seinem Gut Rustenburg bei Den Haag, ± Oude Kerk in Voorburg) war ein nordfriesisch-niederländischer Kaufmann und Gutsherr.

## Leben

### Herkunft
Süncke Ingwersen wurde als zehntes von 13 Kindern des Pferdehändlers Paul Ingwersen († 1729) und der aus Leck stammenden Pastorentochter Cäcilia Lucia Brodersen († 1727) geboren. Er stammte aus einer alteingesessenen, angesehenen und wohlhabende Familie. Unter den Familienmitgliedern waren etliche Deichgrafen, Vögte und Pastoren. Über seinen Großvater mütterlicherseits, den evangelischen Pastor Diederich Brodersen, ist er weitläufig mit dem Komponisten Johannes Brahms verwandt.
Nach dem Bankrott und frühen Tod der Eltern wurden die sechs überlebenden Geschwister auf die Verwandtschaft verteilt. Süncke Ingwersen wuchs bei einem Onkel im Alten Christian-Albrechts-Koog auf. Angeblich erhielt er eine Ausbildung zum Barbier, wodurch er sich auch medizinische Fähigkeiten erwarb. Diese Ausbildung wird in den Quellen jedoch nicht verifiziert. Nach anderen Berichten war er Schiffsjunge auf einem Küstenfahrer und verließ nach einer Schlägerei fluchtartig die Heimat.

### Niederländische Ostindien Compagnie
1734 verpflichtete Ingwersen sich für fünf Jahre als Adelborst (Seekadett) auf Schiffen der Niederländischen Ostindien-Companie. Wie üblich passte er bei der Einschreibung seinen nordfriesischen Namen der niederländischen Sprache an und nannte sich Seneca Inggersen. Er tat seinen Dienst auf Schiffen, die zwischen den asiatischen Handelsniederlassungen und Faktoreien der Kompanie verkehrten. In dieser Zeit war er dem Schiffschirurg als Gehilfe zugeteilt.
Nach Ablauf seiner Dienstzeit kehrte Seneca Inggersen 1739 nach Europa zurück und legte im September 1739 in Amsterdam die Prüfung zum „Oberchirurg“ ab. In diesem Rang heuerte er im Oktober 1739 erneut bei der Ostindien-Companie an. Im Juni 1740 erreichte er Batavia. Dort erlebte er im Herbst desselben Jahres den Aufstand der chinesischen Arbeiter gegen die niederländische Kolonialmacht mit, die zum Massaker führte, bei dem rund 10.000 Chinesen durch niederländische Soldaten und Einheimische getötet wurden. Dieses Massaker führte zum Einbruch der Zuckerproduktion, da diese sich weitgehend in chinesischen Händen befunden hatte. Bis 1741 unternahm er im Dienst der Companie zahlreiche Reisen u. a. nach China und Ceylon. Die dabei gewonnenen Kontakte und Kenntnisse der Sprachen und Umstände beförderten bald seinen Aufstieg.

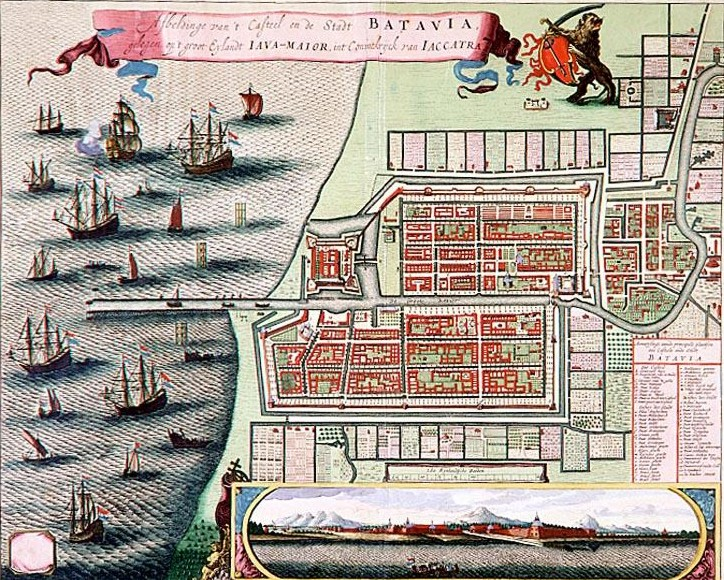
Batavia um 1740

Am 17. August 1742 wurde Seneca Inggersen Stadtapotheker in Batavia und erhielt damit einen höheren Rang und Einkommen als ein Kapitän. In diesem Posten war er verantwortlich für die Versorgung aller Angestellten der Companie mit Arzneimitteln. Am 4. November desselben Jahres heiratete er Adriana van Loo (1726–1755), die Nichte des damaligen Generalgouverneurs von Niederländisch-Ostindien Johannes Thedens, der wie Inggersen selbst aus Nordfriesland stammte. Auch Adrianas Cousin Jacob Mossel gehörte zu den führenden Personen im niederländischen Ostindienhandel und war seit 1750 Generalgouverneur. Diese Verwandtschaft ermöglichte es Inggersen, in den folgenden Jahren im Rang immer weiter aufzusteigen und große Reichtümer zu erwerben. Er kaufte mehrere Häuser in Batavia und erhielt die Erlaubnis, mit Produkten, für die die Kompanie Monopole beanspruchte, privat Handel zu treiben. 1749 wurde er auch offiziell zum Kaufmann ernannt. 1750 wurde er zweiter Administrator der großen Werften, Ausrüstungsmagazine, Sägemühlen und Speicher auf Onrust und 1751 erster Administrator. Die beiden Administratoren hielten sich abwechselnd für jeweils vier Monate auf der Insel auf, von der es einen täglichen Postverkehr nach Batavia gab.

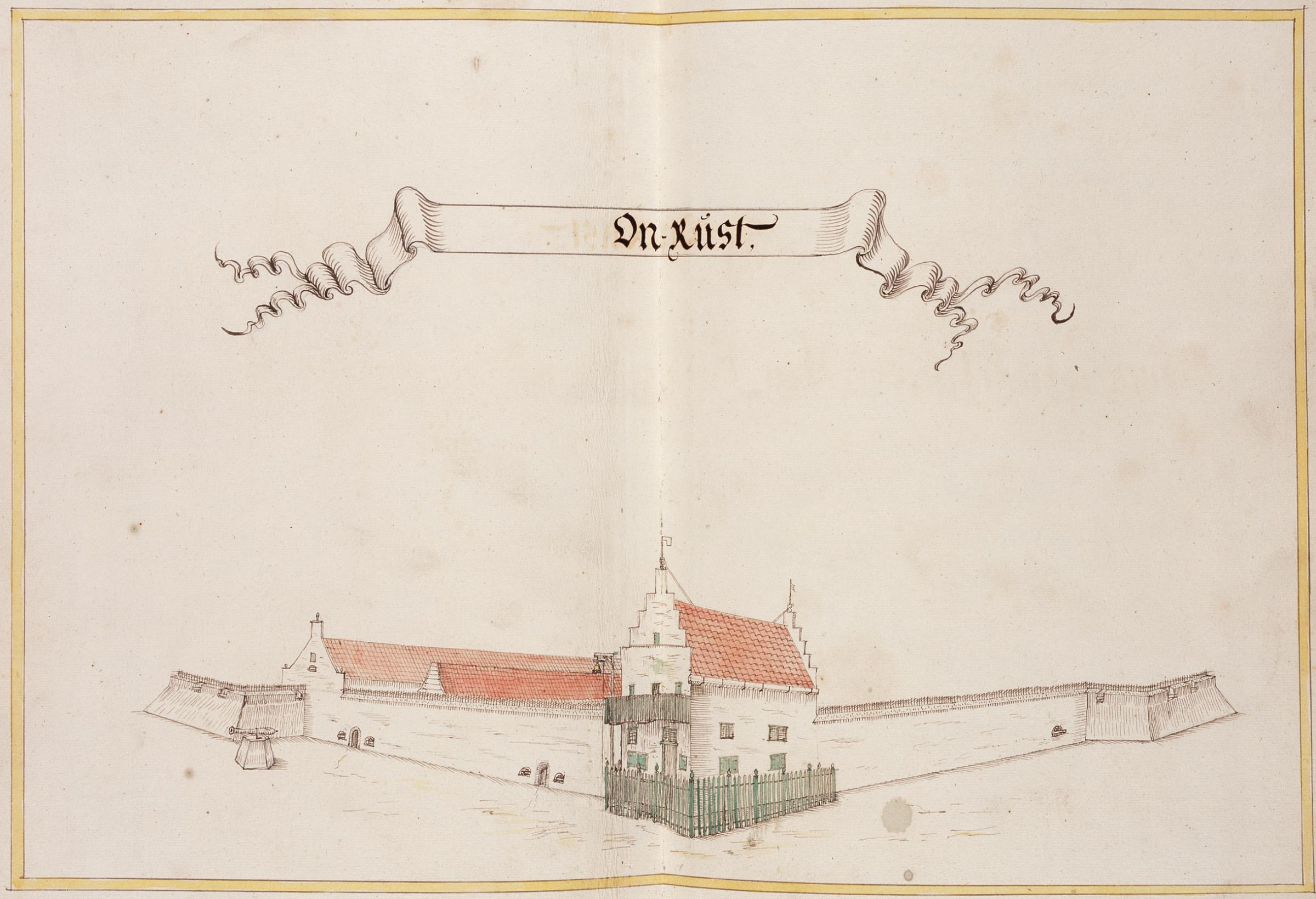
Fort von Onrust

Inggersen hatte immer Kontakt zu seiner Familie gehalten und seine Geschwister finanziell unterstützt. Kaum hatte er sich etabliert, holte er seine Brüder nach. Diederich (* 1709) starb 1746 auf der Überfahrt. Paul Ingwersen (1717–1792) erreichte Batavia 1750 auf einem dänischen Schiff und blieb ohne offizielle Anstellung bei der Companie als rechte Hand seines Bruders, u. a. als Kapitän eines eigenen Handelsschiffes.
1752 erreichte Inggersen als Opperkoopman den Höhepunkt seiner Karriere bei der Companie. Er wurde Vertreter und Geschäftsträger der Ostindien-Companie in Cheribon, einem Sultanat auf Java. Die Sultane hatten der Companie als Gegenleistung für militärische Unterstützung gegen den König von Bantam einen fruchtbaren Küstenabschnitt sowie den Hafen mit allen Rechten überlassen. Der Stadtstaat mit seinem befestigten Fort war so zu einem Handelsknotenpunkt der Companie geworden. Auf dem Land legten die Niederländer Zuckerplantagen an. Inggersen ließ sich mit seiner Familie in dem Fort nieder und führte ein den Sultanen entsprechendes luxuriöses Leben. U.a. legte er bei dem Fort einen Barockgarten an. Mit dem Sultan von Indramayu, einem der vier Sultane von Cheribon, verband ihn eine freundschaftliche Beziehung. Während seines Aufenthalts erlebte das Handelskontor seine höchsten Gewinne. Für sich selbst erwirtschaftete Inggersen durch Beteiligungen am Kaffeehandel der Companie, aber auch durch eigenständige Zucker- und Rumproduktion sowie Holz- und – als Oberhaupt der Opiumsocieteit in Cheribon – Opiumhandel ein riesiges Vermögen. Zudem gab er Kredite an Kapitäne und einheimische Kaufleute.
1755 starb Adriana nach längerer Krankheit während der fünften Schwangerschaft auf Cheribon. Sie wurde im Familiengrab in der reformierten Kirche in Batavia beigesetzt. Nach ihrem Tod verkaufte Inggersen seinen Besitz auf Java und Cheribon – darunter etwa 90 Sklaven – und übergab das Kontor in Ceribon Pieter Cornelis Hasselaer, dem Schwiegersohn von Jacob Mossel. 1757 verließen er, sein Bruder und seine Töchter Batavia.

### Gutsherr

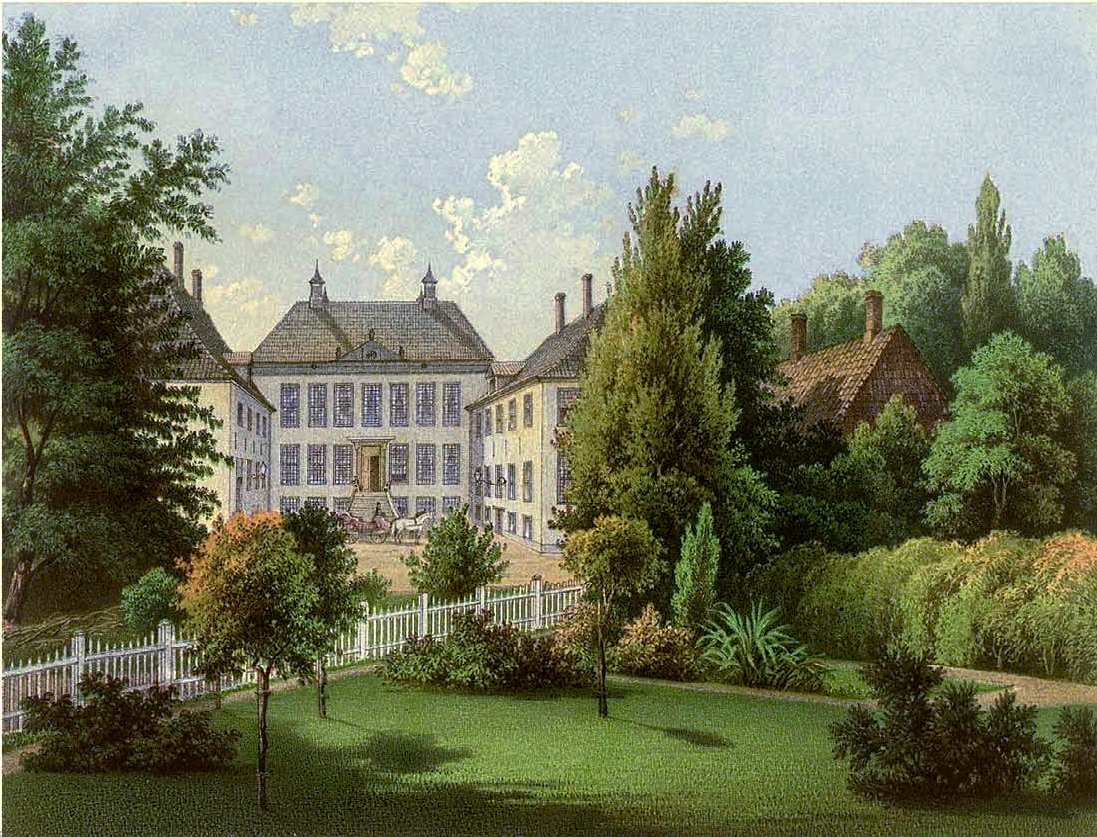
Gut Gelting um 1860, Sammlung Alexander Duncker

1758 erreichte Inggersen Den Haag. In seinem Gepäck befanden sich zahlreiche Edelsteine. Sein Vermögen war selbst für javanische Verhältnisse unvorstellbar groß. Allein der Wechsel für die auf Java zurückgelassenen Vermögenswerte betrug 410.935 Gulden. Die rund 8000 Gulden, die ihm für seine 24-jährige Dienstzeit bei der Companie bei der Rückkehr ausgezahlt wurde – abzüglich der Kosten der Überfahrt für sich, seine Töchter und zwei Sklavinnen und die Erstattung des Kredits für die 1739 erstandene chirurgische Grundausstattung –, fielen dabei nicht ins Gewicht. Der dänische Gesandte am niederländischen Hof meldete sogleich König Friedrich V. die Ankunft seines unermesslich reichen Untertanen. Friedrich V. ließ Inggersen sofort nach Kopenhagen rufen, verkaufte ihm 1759 das nach dem Konkurs der Familie Ahlefeld Anfang des 18. Jahrhunderts heruntergekommene Gut Gelting für einen Sonderpreis von 85.000 Reichstalern – angeblich war es 100.000 Taler wert – und ernannte ihn zum Baron von Geltingen, alles in der Hoffnung, der erfolgreiche Kaufmann würde sich als Berater und Geldgeber in Kopenhagen niederlassen. Seneca Inggersen erhielt ein Wappen und Befreiung von den Einfuhrbeschränkungen für Luxusgegenstände. Im Gegenzug investierte er viel Geld für den dänischen König bei der Companie.
Obwohl der dänische König Inggersen enger an sich binden wollte, verpachtete dieser das zuvor lange vernachlässigte Gut Gelting gleich nach der feierlichen Übernahme 1760 an seinen Bruder Paul, der sich inzwischen Kapitän nannte. Zusammen mit Paul, der unverheiratet blieb, führte die Schwester Lucia (1712–1799) erfolgreich die Gutswirtschaft. Die Geschwister bemühten sich, die Arbeitsbedingungen der Leibeigenen zu verbessern, ließen neue Wohnhäuser errichten und sorgten für eine Kranken- und Altersversorgung der Gutsangehörigen. Inggersen war auch Patron der Geltinger Katharinenkirche und kaufte dort eine Familiengruft. 1762–1781 bewohnten Inggersens älteste Tochter und ihr Mann das Geltinger Herrenhaus. Ab 1770 ließ Inggersen es ausbauen und von dem Gartenarchitekten Johann Caspar Bechstedt mit einer kunstvollen Gartenanlage in Régence-Stil umgeben. Kurz vor seinem Tod 1786 verfügte er die Aufhebung der Leibeigenschaft, die Parzellierung des Guts und die Verpachtung der Parzellen an die ehemaligen Leibeigenen. Der einzige Sohn erbte das Gut, starb aber unverheiratet, so dass es nach seinem Tod 1820 an die Nachkommen seiner Schwester Adriana fiel, in Besitz derer Nachkommen, der Familie von Hobe-Gelting, es sich noch heute befindet.

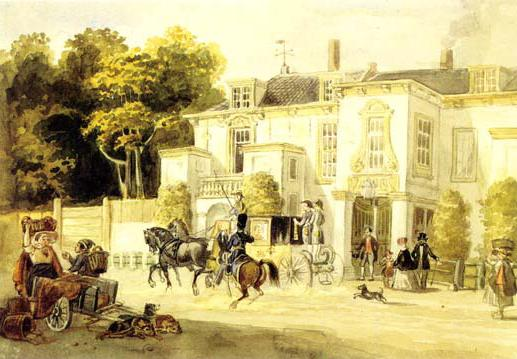
Gut Rustenburg bei Den Haag

Inggersen hielt sich zwar häufig auf Gut Gelting oder seinem Stadthaus in Schleswig auf, reiste aber auch viel durch Europa und behielt seinen Lebensmittelpunkt in den Niederlanden. Sein Gut Rustenburg bei Den Haag, das er bereits 1758 erworben hatte, ließ er im Stil des Rokoko ausstatten und erweiterte den dazu gehörenden Barockgarten um exotische Pflanzen. Dieses Haus wurde nach seinem Tod verkauft und 1912 für den Bau des Friedenspalasts abgebrochen. Die Gartenanlagen sind teilweise erhalten. Zudem besaß er ein Stadthaus in Den Haag direkt neben der Hauptgeschäftsstelle der Niederländischen Ostindischen Companie.
Dänische Politiker überlegten, ob Inggersen sich durch eine Eheschließung für ihn und/oder seine älteste Tochter in Kopenhagen näher an Dänemark binden ließe. Daraus wurde nichts. 1763 heiratete Inggersen die Adlige Charlotte Louise von Spörcken. Sie war die Tochter von Rudolph Freiherr von Spörcken (1696–1766), Kammerherr und Gesandter von König Georg III. von Großbritannien, und mütterlicherseits Enkelin von Simon van Slingelandt. Inggersens Tochter Gertruyda aus erster Ehe heiratete am selben Tag den Bruder seiner Braut, Adolph von Spörcken. Beider Onkel, der hannoversche Feldmarschall Friedrich von Spörcken, schloss beide wegen dieser unstandesgemäßen Eheschließungen von seinem Erbe aus. Durch den Tod seines Schwiegervaters 1766 mehrte sich Inggersens Reichtum erneut. Zu dem Erbe gehörte u. a. das ehemalige Klooster Emmaus in de Steynpolder, in dem Erasmus von Rotterdam 1485–1493 gelebt hatte.
1777 ersuchte Inggersen bei Kaiser Joseph II. um Aufnahme in die schleswig-holsteinische Ritterschaft und um Erhebung in den Reichsfreiherrenstand, was ihm beides bewilligt wurde.

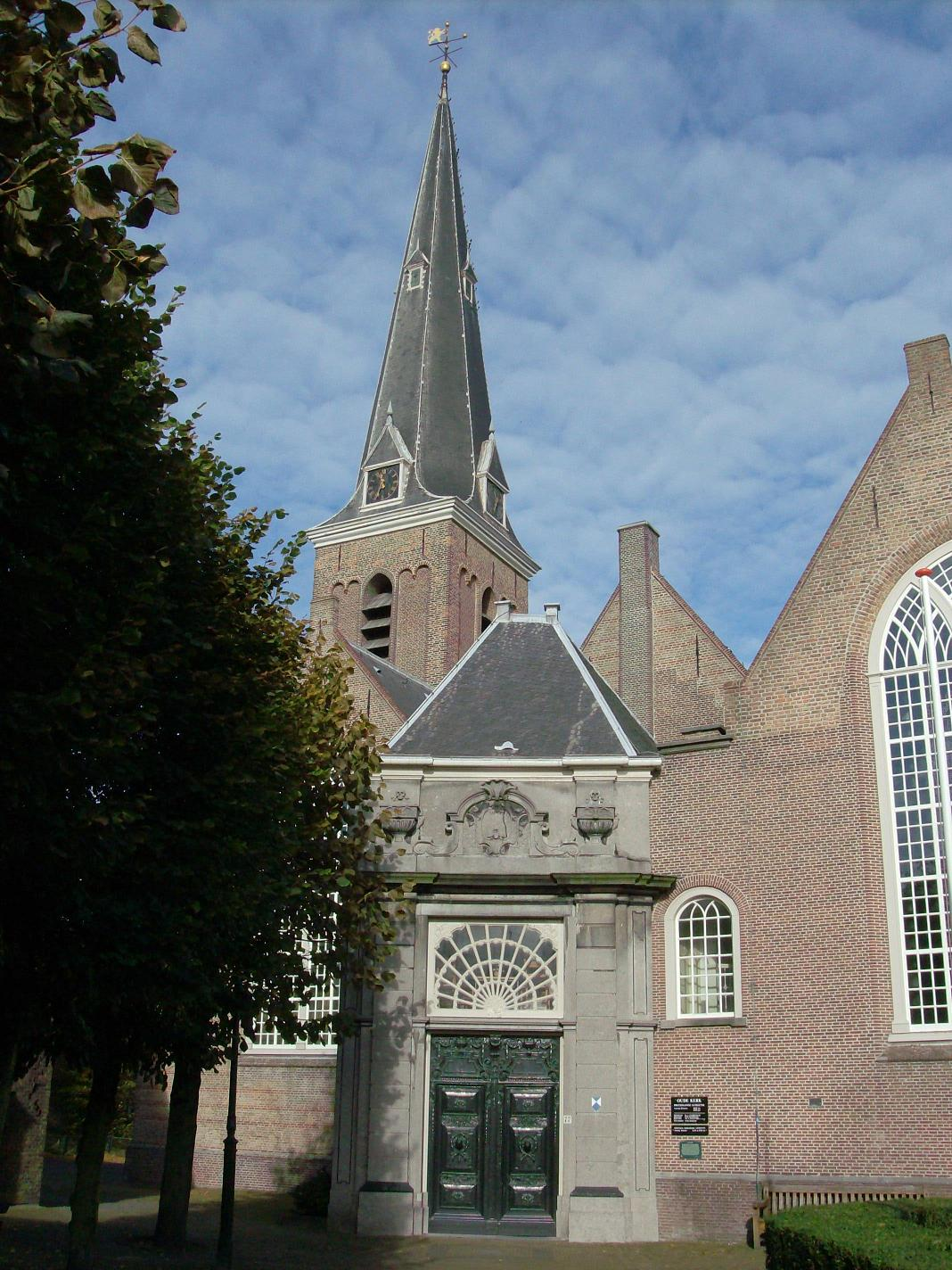
Oude Kerk in Voorburg, Inggersens letzte Ruhestätte

1784 erstand er von einem Nachkommen von Johann Adolph Kielmann von Kielmannsegg, einem Verwandten seiner zweiten Frau, dessen Stadthaus in Schleswig und das Familiengrab im Schleswiger Dom. Obwohl er bereits eine Familiengruft in der Geltinger Kirche besaß, wurden seine Frau und seine jüngste Tochter Suzanna im Schleswiger Dom beigesetzt. Er selbst fand seine letzte Ruhestätte in der Oude Kerk St. Martinus von Voorburg.

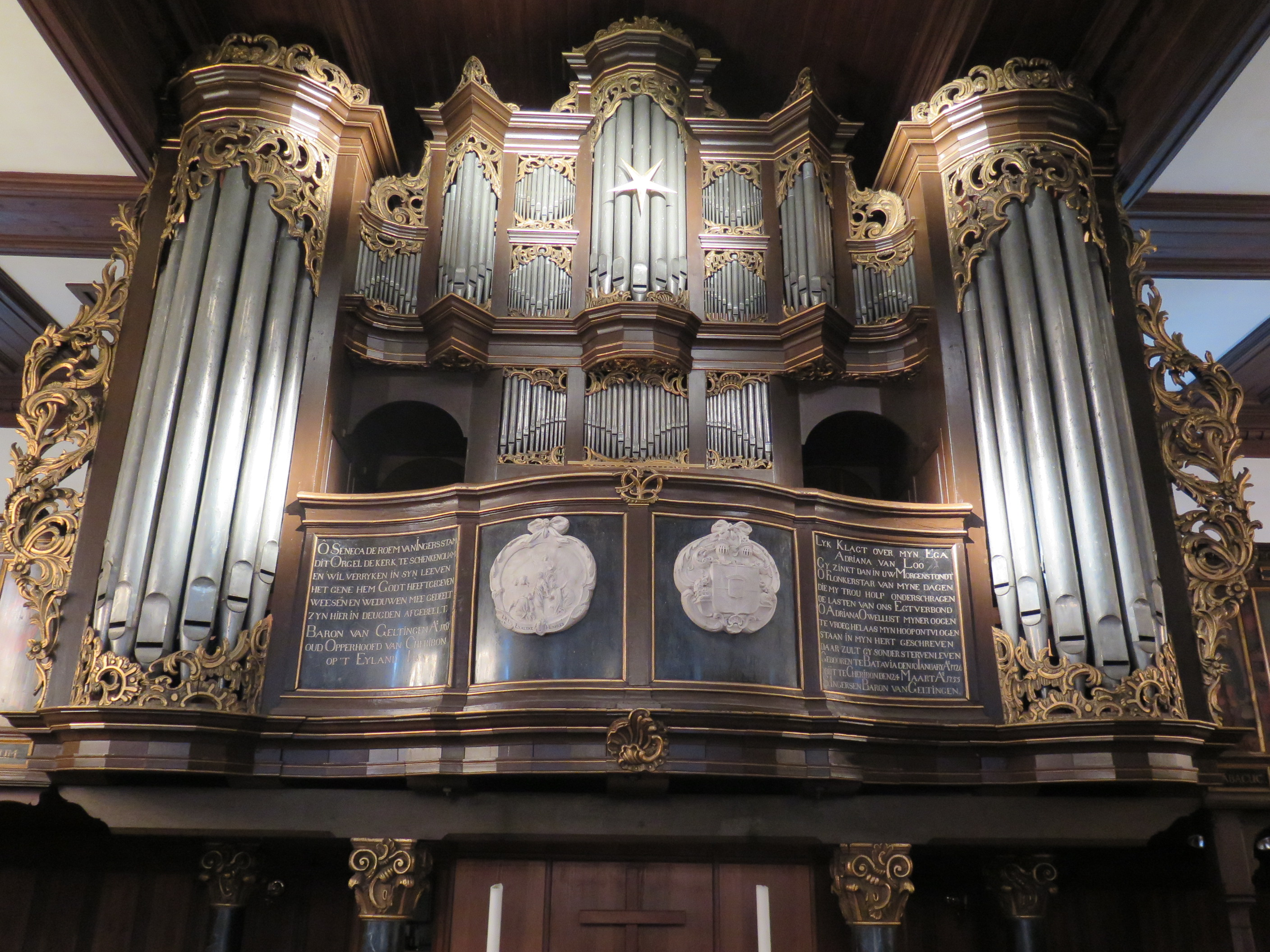
Von Inggersen gestiftete Orgel der Laurentius-Kirche in Langenhorn. Die rechte Inschrift erinnert an Adriana de Loo, Inggersens erste Frau.

## Langenhorner Stiftungen
Noch von Java aus setzte Inggersen die Schenkung einer Orgel für die St. Laurentius-Kirche seiner Heimatgemeinde Langenhorn zum Gedächtnis an Adriana ins Werk. Schon 1755 beauftragte er den „Königlich Dänischen und Groß Fürstl. Schleswig-Holsteinischen privilegierten Orgelmachers“ Johann Daniel Busch mit dem Entwurf eines Disposition. Ende 1756 bevollmächtigte er den Langenhorner Pastor und die Kirchenvorsteher, den von ihm vorgegebenen Plan auszuführen. Die Umsetzung erfolgte erst 1759. Am 19. Juli dieses Jahres schloss Inggersen einen Vertrag mit Busch, dass dieser die Orgel entsprechend dem vorliegenden Plan innerhalb von zwei Jahren fertigzustellen habe und dafür „500 Marcklübsch Grob Dänisch Cour:“ erhalten solle. Für den Bau dieser für eine Dorfkirche überdimensionierten Orgel musste der mittelalterliche Chor der Kirche abgebrochen und die Kirche auf ganzer Breite nach Osten erweitert werden. 1761 war die Orgel fertiggestellt. Sie befindet sich auf der nördlichen Seitenempore. Auf ihr finden noch heute Konzerte statt. An der Orgelbrüstung erinnert eine Lyk Klagt (Leichenklage) an Inggersens Frau Adriana. Die Marmorreliefs schuf J. Luraghi aus Den Haag. 1766 erhielt die Kirche weitere 1000 Mk mit der Auflage damit die Orgel mit „mein Wapen, und Poetischen versen, alles in Marmor, gravirt“ solange instand zu halten, wie die Kirche stehen würde. Außerdem kaufte er sich ein Gestühl, sollte er einmal dem Gottesdienst in Langenhorn beiwohnen.
Zusätzlich machte Inggersen eine Stiftung für Langenhorner Witwen und Waisen.

## Familie
1742 heiratete Inggersen in Batavia Adriana van Loo (* 10. Januar 1726 in Batavia; † 24. März 1755). Aus dieser Ehe stammten:
- Gertruyda Johanna (* 6. März 1744 in Batavia; † 1802) ⚭ Simon Friedrich Adolph Freiherr von Spörcken (1729–1784)
- Paulus (1746–1748)
- Lucia Theodora (* 9. Juni 1752 in Cheribon; † 1818) ⚭ Joachim Levin Freiherr von Meerheimb (1742–1802) zu Groß Gischow, Groß und Klein Gnemern in Mecklenburg
- Adriana Sybranda (* 22. Februar 1754 in Cheribon; † 1803) ⚭ 1770 Andreas August von Hobe (1739–1802), dänischer Kammerherr und Amtmann zu Reinbek und Trittau

1763 heiratete er Charlotte Louise von Spörcken (* 1733 in Den Haag; † 1816 in Hamburg). Aus zweiter Ehe stammten:
- Christian Friedrich Rudolf (1764–1820)
- Suzanna Cecilia (1773–1795) ⚭ 1791 Rudolf Ernst Freiherr von Spörcken (1757–1808), kurhannoverscher Oberforstmeister in Celle, Ehe geschieden, kinderlos